# Ohar
Ohar, podgorzelec, kaczka norowa (Tadorna tadorna) – gatunek średniego, przeważnie wędrownego ptaka wodnego z rodziny kaczkowatych (Anatidae). Nie jest zagrożony wyginięciem.

## Występowanie
Zamieszkuje Eurazję: wybrzeża Morza Północnego, Bałtyku i Morza Śródziemnego oraz pas od Morza Czarnego do północno-wschodnich Chin. W krajach na zachodnie i południu Europy oraz na Bliskim Wschodzie ohar jest ptakiem przeważnie osiadłym, w pozostałej części zasięgu – wędrownym. Zimuje w zachodniej i południowej Europie nad Morzem Śródziemnym, w północnej Afryce, na Bliskim Wschodzie, subkontynencie indyjskim i we wschodnich Chinach. Latem, podczas pierzenia, największe stada spotyka się na wybrzeżu Morza Północnego między ujściami Łaby i Wezery.
W Polsce skrajnie nielicznie gniazduje na wybrzeżu oraz w dolinach największych rzek, w tym Wisły i dolnej Odry wraz z przyujściowym odcinkiem Warty. Dawniej gniazdował tylko na wybrzeżu, pierwsze lęgi w głębi kraju stwierdzono w latach 1972, 1989 i 1990; w kolejnych latach liczebność populacji na wybrzeżu malała, a w głębi lądu rosła i obecnie (2020) ta druga jest nieco wyższa. W latach 2008–2012 liczebność krajowej populacji lęgowej szacowano na 110–150 par, w 2020 roku na 100–120 par. Przelatuje w marcu–kwietniu i październiku–listopadzie. Na Helu znajdują się jego najstarsze lęgowiska.

## Systematyka
Gatunek ten po raz pierwszy zgodnie z zasadami nazewnictwa binominalnego opisał w 1758 roku Karol Linneusz w 10. edycji Systema Naturae. Autor nadał mu nazwę Anas tadorna. Jako miejsce typowe wskazał wybrzeża Europy; w 1761 roku w Fauna Svecica ograniczył je do Szwecji. Obecnie gatunek umieszczany jest w rodzaju Tadorna. Nie wyróżnia się podgatunków.

## Morfologia
WyglądBarwne upierzenie pozwala na jego łatwą identyfikację. Dymorfizm płciowy jest słabo zaznaczony, samiec jest jedynie nieco większy. U nasady dzioba w okresie godowym samiec ma czerwoną narośl, zaś samica biały pas (obrzeżenie). Oprócz tego samica ma brunatną plamę na brzuchu i białe obrzeżenie rudego pasa na piersi. Poza tym obie płcie ubarwione jednakowo. Głowa i górna część szyi czarna z zielonym połyskiem (u samicy bardziej czarnobrązowa), dolna część szyi, spód ciała i grzbiet biały. W poprzek piersi biegnie szeroki, kasztanowobrązowy pas, wzdłuż piersi – czarny. W szacie spoczynkowej obie płci są jeszcze bardziej podobne, tylko samiec ma słabo zaznaczony pas wzdłuż piersi. Młode mają wierzch ciała brązowoszarawy, a spód brudnobiały. Upierzenie dorosłych osiągają jednak dopiero po 3 latach. Na skrzydle rudo-zielone lusterko.
Wymiary średniedługość ciała ok. 58–67 cm
długość skrzydła 28–36 cm
rozpiętość skrzydeł 110–133 cm
masa ciała samic 562–1250 g, samców 830–1500 g.

## Ekologia i zachowanie

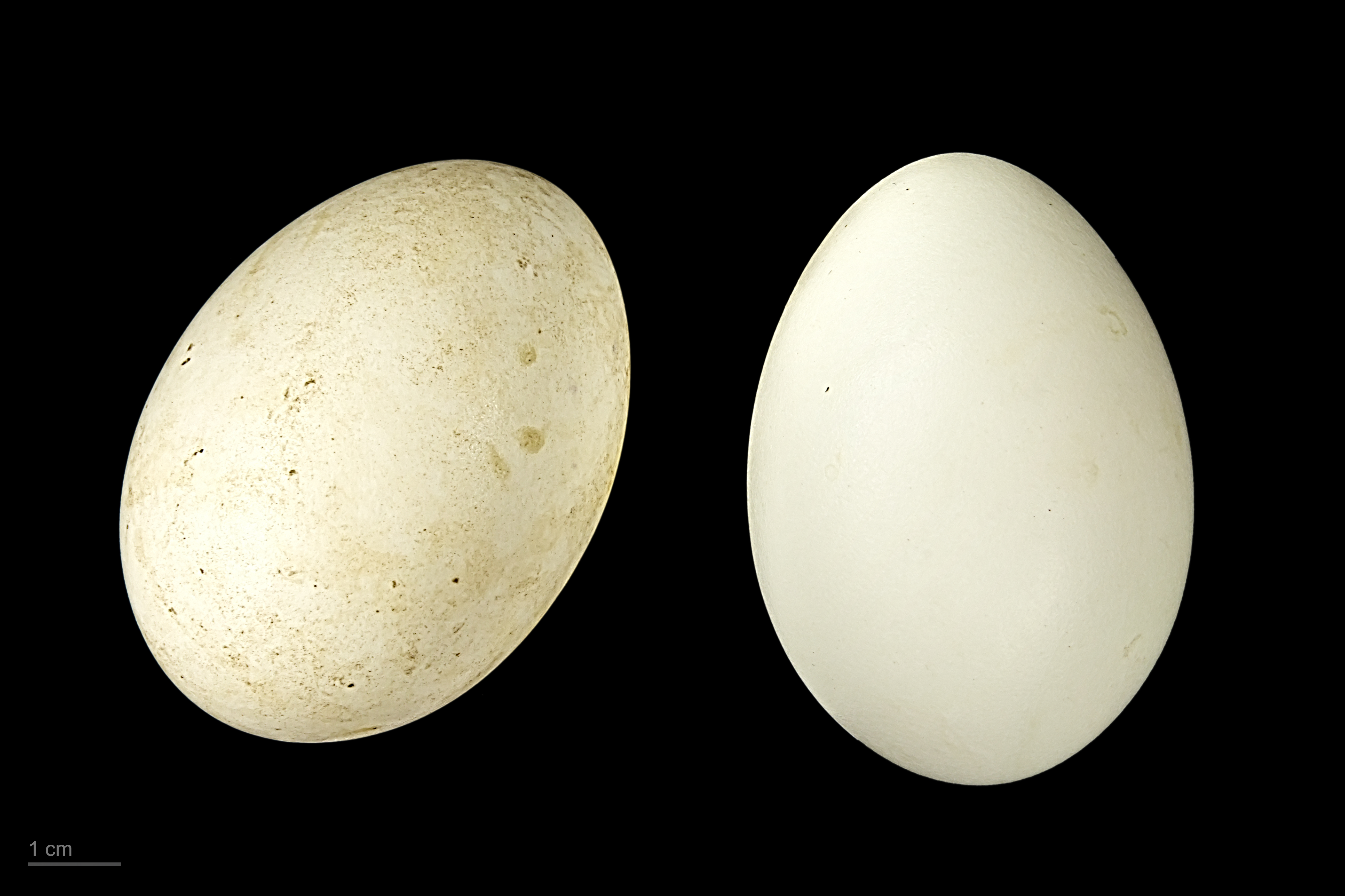
Jaja ohara z kolekcji muzealnej

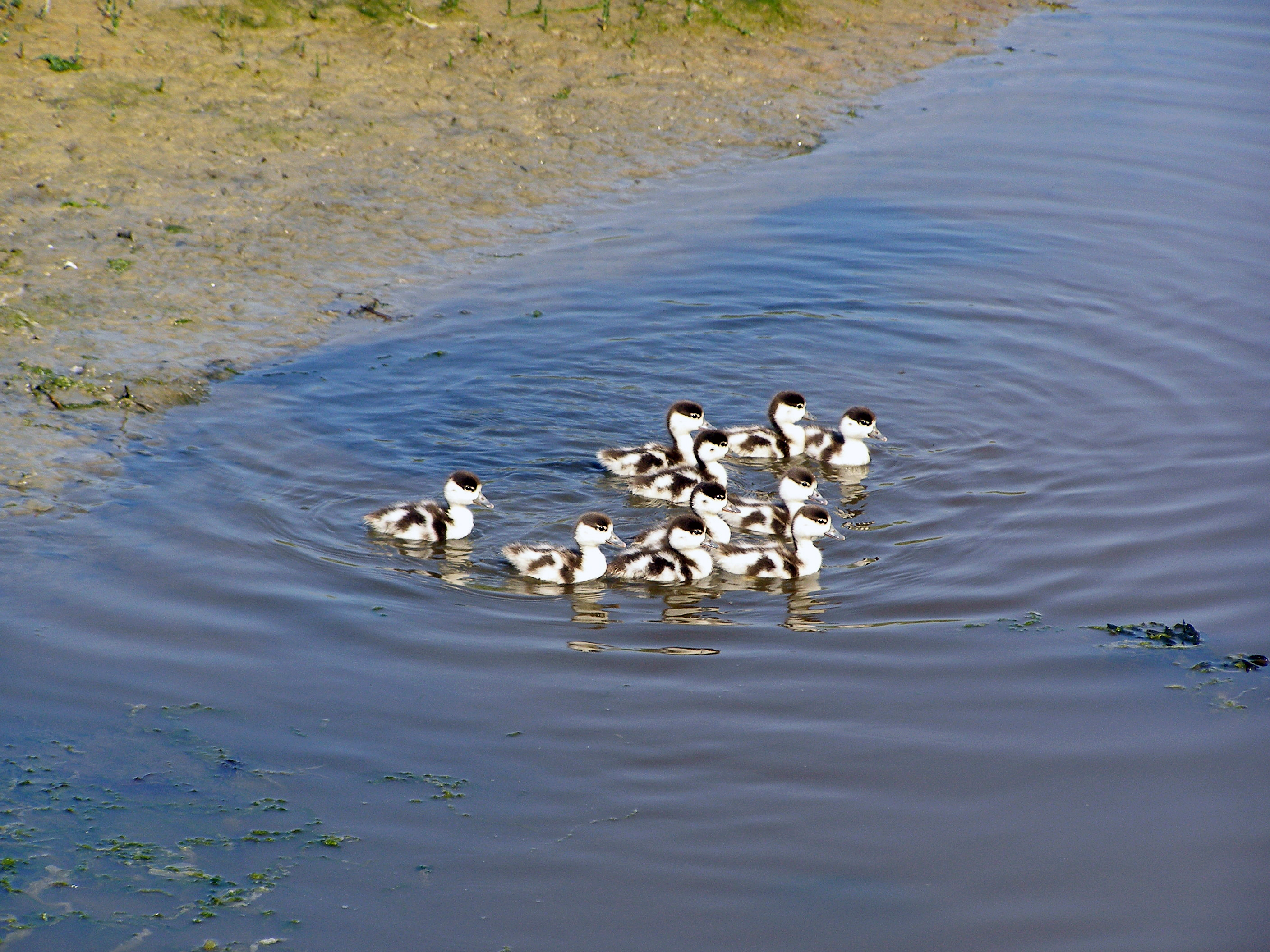
Stadko piskląt ohara

BiotopPreferuje wybrzeża mórz i słonych jezior przymorskich o piaszczystym wybrzeżu z rzadką roślinnością wydmową. W głębi lądu występuje na jeziorach słonych i słonawych na stepach lub półpustyniach, w Azji także na rzekach i słodkowodnych bagnach. W okresie przelotów widuje się go w głębi lądu na stawach i dużych rzekach.
GniazdoZazwyczaj znajduje się w jamie wykopanej przez samicę lub w norze króliczej, borsuczej albo lisiej o głębokości do 4 m. Duża lisia nora może być zajęta przez 5 samic równocześnie. W przypadku braku nory zakłada lęg na powierzchni ziemi, dość często w rozbitych bunkrach, opuszczonych budowlach, szczelinach skalnych i starych grobach lub między kamieniami. Rzadziej gniazduje w dziuplach drzew i gęstych krzewach. Gniazdo może znajdować się do 3 km od brzegu. Jeśli jest to nora, to wysłana jest tylko puchem. Ohar wraca na tereny lęgowe parami w lutym i marcu.
JajaJeden lęg w roku. Samica składa 6–18 kremowobiałych jaj. Wysiaduje je sama, jednak dopiero po zniesieniu ostatniego.
WysiadywanieJaja są wysiadywane przez okres 27 do 29 dni przez samicę, podczas gdy samiec znajduje się w pobliżu gniazda, czasem nawet pilnuje wejścia do nory.
PisklętaOpiekę nad młodymi sprawują oboje rodzice. Zaraz gdy pisklęta wyklują się i wyschną, rodzice prowadzą je nad wodę. Młode mają biały puch w ciemnobrunatne plamy.
PożywienieGłównie drobne bezkręgowce uzupełnione roślinami (szczególnie wodorostami). Żeruje na lądzie lub w płytkiej wodzie, gdzie gruntuje. Młode potrafią nurkować. Młode żywią się drobnymi robakami, skorupiakami, mięczakami, owadami wodnymi i rybami; tylko wyjątkowo jest to pokarm roślinny.
TokiPodczas toków można zobaczyć zacięte gonitwy, wzajemne czyszczenie sobie piór i synchroniczne potrząsanie głowami.
GłosMożna usłyszeć jego szybkie „ga ga ga”, a w okresie godowym samiec wydaje gwiżdżące odgłosy „rhio”.

## Status i ochrona
W Czerwonej księdze gatunków zagrożonych Międzynarodowej Unii Ochrony Przyrody ohar nieprzerwanie od 1988 roku klasyfikowany jest jako gatunek najmniejszej troski (LC – Least Concern). Liczebność światowej populacji, według szacunków organizacji Wetlands International z 2015 roku, mieści się w przedziale 625–750 tysięcy osobników (czyli około 415–500 tysięcy osobników dojrzałych płciowo). Globalny trend liczebności populacji uznawany jest za wzrostowy.
W Polsce objęty ochroną gatunkową ścisłą, wymaga ochrony czynnej. Na Czerwonej liście ptaków Polski sklasyfikowany został jako gatunek narażony (VU).